# David S. Johnson
David Stifler Johnson (Washington, 9 dicembre 1945 – 8 marzo 2016) è stato un informatico statunitense specializzato in algoritmi e ottimizzazione.
È stato a capo del dipartimento Algorithms and Optimization di AT&T Labs Research dal 1988 al 2013 ed è stato visiting professor alla Columbia University dal 2014 al 2016. Ha ricevuto il Knuth Prize 2010.
Johnson è nato nel 1945 a Washington, D.C..  Si è laureato con lode all'Amherst College nel 1967, quindi ha conseguito il suo Master al Massachusetts Institute of Technology nel 1968 e il suo dottorato di ricerca al MIT nel 1973. Tutti e tre i suoi gradi sono in matematica. È stato nominato membro della Association for Computing Machinery nel 1995 e membro della National Academy of Engineering nel 2016.
È stato coautore di Computers and Intractability: A Guide to the Theory of NP-Completeness (ISBN 0-7167-1045-5) insieme a Michael Garey. Al 9 marzo 2016, le sue pubblicazioni sono state citate oltre 96.000 volte e ha un h-index di 78. Johnson è morto l'8 marzo 2016 all'età di 70 anni.